# 鶴姫伝奇 -興亡瀬戸内水軍-
『鶴姫伝奇 -興亡瀬戸内水軍-』（つるひめでんき こうぼうせとうちすいぐん）は、1993年12月28日に日本テレビ系列で放映された日本テレビ年末時代劇スペシャル第9作である｡

## 概略
事実上のシリーズ最終作であり、シリーズ唯一の年末三が日以外での放送となった（それまで年末時代劇スペシャルが放送された大晦日は『スーパー電波バザール 年越しジャンボ同窓会』を放送）。放送時間は大幅に短縮され、2部構成から1部一括放送の構成に変更された。
本作は、前作『風林火山』に引き続いて戦国時代中期を舞台とし、伊予国の鶴姫伝説をドラマ化したものである。1991年のNHK大河ドラマ『太平記』にて男装して北畠顕家を演じた後藤久美子が主人公の鶴姫役に起用された。
年末時代劇スペシャルシリーズの前作まで主演を多く演じた里見浩太朗は登場しないが、主題歌も定番の堀内孝雄に再び戻り、配役も森繁久彌の他、西郷輝彦や堤大二郎などシリーズ常連の顔ぶれも多い。一方で高島礼子、石橋保なども出演し、ベテランから中堅、若手俳優までが余すところなく起用された。
この作品は、日本テレビ開局40周年記念番組と銘打って制作されており、1994年6月3日、東京プリンスホテルにて発表された様々なジャンルに分けて優秀なTV番組を表彰する『第11回ATP賞'94』にて、ベスト20番組に選抜された。
同年12月28日は火曜日に当たったため、2年前の『源義経』で休止となった21：00の『火曜サスペンス劇場』などが再度休止となった。

## あらすじ
群雄割拠、下剋上の戦国時代。応仁の乱以後、室町幕府の権勢は衰え、畿内でも戦乱が絶えないころ、四国の島を挟む瀬戸内の海を守りつづける水軍があった。そのルーツは、いかなる強国の大名であっても容易に手を出すことが出来ぬ神秘を秘めた島・大三島にあった。
戦国大名たちもその名を聞けばたちまちひるむと言われた村上水軍。この島は村上水軍の本拠を構えた地であった。神聖な力の伝承と緻密な水運の戦術。難攻不落とも言われたこの海であったが、乱世の刃が迫りつつあった。
大三島の大祝家の鶴姫は美しさで有名であったが、男顔負けの武勇でも知られていた。その姫も年を経るにつれ、越智鷹丸という若者と恋に落ちる。しかし、将来を誓い合ったその矢先、大内家の和睦の使者である鷹丸が殺される。全ては大内家の策略であったのだ。鶴姫は愛する鷹丸を失った怒りと悲しみから自ら女を捨て、刀を握る。そして戦場の混戦の中、銃弾を受け行方不明となる。
しかし、鶴姫の存在はいつまでも人々の心の中に残るのであった。幻影か、それとも幻か…。全ては残された女鎧だけが知っている。

## スタッフ
- 原案：三島安精『海と女と鎧 瀬戸内のジャンヌ・ダルク』小峯書店
- 脚本：杉山義法
- 監督：小澤啓一
- 音楽協力：日本テレビ音楽
- 主題歌：堀内孝雄 「波の調べに」
- 制作協力：東映太秦映像
- 制作：日本テレビ
- 製作・著作：ユニオン映画

## キャスト
- 鶴姫：後藤久美子
- 越智鷹丸：石橋保
- 越智隼丸：山口祥行
- 越智安房：橋爪淳
- 越智安舎：三浦友和
- 越智左近太夫：下川辰平
- 越智兵庫助安用：森繁久彌
- 木花：高樹沙耶
- 髭親父万蔵：名古屋章
- ましらの小平次：坂上忍
- 陶隆房：隆大介
- 陶隆時：中康治（隆房の弟。史実では隆信という名前である）
- 妙林：星由里子
- 真砂：伊藤麻衣子
- 宇津女：芦川よしみ
- お国：高島礼子
- お力：ダンプ松本
- 村上武吉（笠岡掃部）：堤大二郎
- 村上五郎右衛門：萩原流行
- 村上隆重：井上孝雄
- 村上隆勝：本郷功次郎
- 河野晴通：西郷輝彦
- 小原中務之丞：立川三貴
- 鳥生又三郎：大木実
- 千里眼の佐太郎：西山浩司
- 早耳の徳次郎：片桐竜次
- 毛利元就：疋田泰盛
- ナレーター：岡部政明

| 日本テレビ系 年末時代劇スペシャル | 日本テレビ系 年末時代劇スペシャル | 日本テレビ系 年末時代劇スペシャル |
| 前番組                            | 番組名                            | 次番組                            |
| --------------------------------- | --------------------------------- | --------------------------------- |
| 風林火山 （1992）                 | 鶴姫伝奇 （1993）                 | 終了                              |